# 法丽娜西迪
法丽娜西迪（1977年10月16日—）是马来西亚政治家和律师，也是公正党妇女组主席。自2022年12月起担任教育部长，为首位女教育部长。在她任内，推出《四十个圣训》鉴赏单元，并制定“巴勒斯坦团结周”以支持以巴冲突的巴勒斯坦。

## 教育部长（2023年至今）
2022年12月3日，法丽娜被委任为教育部长，成为首位女教育部长。她在上任后表示，比起承认统考，政府会优先处理经济和生活成本的问题，并指如今是由各党组成的团结政府领导国家，因此不会触及希盟大选的宣言。
2023年6月4日，她领导的教育部在首相安华·依布拉欣建议下宣布将在近期内落实学生洗厕所计划，以培养学生照顾厕所清洁的文化和责任心。法丽娜在推特上表示，此举将对学生产生积极、宝贵的影响。此计划宣布后，引发各界议论。
2023年10月26日，法丽娜所领导的教育部订于10月29日至11月3日在全国推动“巴勒斯坦团结周”活动，动员教育部旗下所有学校、技职学院、大学预科班学院及师训学院，共同响应政府捍卫巴勒斯坦人民权利和自由的立场。当雪兰莪州巴生某小学学生拿着玩具枪示威引发广泛争议后，12名公正党国会议员及州议员联署敦促教育部重新考虑所提议的“巴勒斯坦团结周”计划。民主行动党主席林冠英也认为法丽娜在举行此活动时应更具敏感度。11月2日，法丽娜在国会解释主办巴勒斯坦团结周原因时，一度情绪激动并要求有心人士停止干预教育部的决定。

## 争议

### 对承认统考的立场
2023年2月17日，法丽娜在国会表示，教育部至今没有承认独中统考文凭，而且该部不认为承认统考为优先事项。她的言论引起一些政党及华团领袖的非议，其中董总认为这等同无视非营利教育机构的贡献，也未就事论事公允看待独中教育和统考课题。
2023年3月1日，法丽娜在国会下议院会议回答提问时再次强调，教育部没有计划承认统考文凭，而有关决定是基于国家教育政策和1996年教育法令规定的立场。

### 华小师资过剩论
2023年11月14日，法丽娜在国会下议院表示，教育部已启动华淡小教师“重新标签”计划，并预测未来5年拥有足够的华文和淡米尔文师资，因此没有培训华文及淡米尔文教师的需要。他的华淡语师资过剩论引发争议。董总与教总联合发文告认为，法丽娜不但有失专业，更是不负责任，势必加剧华小师资不足的问题。马华公会总会长魏家祥也批评其言论天方夜谭、不合逻辑，并劝法丽娜到华小视察亲身以了解师资需要。马华青年团副团长陈扬邦表示在师资短缺的问题上，法丽娜勿凭一些数据就武断问题已经解决。民政党全国副主席邱孝利则要求其辞职。针对此争议风波，教育部副部长林慧英澄清并保证将确保教育部每年培训华文和淡米尔文教师。

### 教育部预算案辩论环节迟到
2023年11月27日，在国会下议院议会厅内，主持会议的下议院副议长南利莫哈末诺念出28名准备参与教育部辩论的国会议员名单时，法丽娜和教育部副部长林慧英皆不在场，两人未能准时出席辩论教育部的环节引起马华公会和国盟国会议员的不满。

## 轶事
法丽娜在国会曾数次情绪激动。2023年11月2日，她在要求各界人士停止干扰教育部在学校举办“巴勒斯坦团结周”活动时哽咽。同年11月27日，法丽娜以数度“拍桌子”方式向亚依淡国会议员魏家祥保证，本身将会确保师资问题得以解决，她的行为引起了首相安华·依布拉欣的关注，也引发各界批评。

## 选举成绩
| 年份 | 选区           | 候选人 | 候选人               | 得票数 | 得票率 | 竞选对手               | 竞选对手           | 得票数 | 得票率 | 总票数 | 多数票 | 投票率 |
| ---- | -------------- | ------ | -------------------- | ------ | ------ | ---------------------- | ------------------ | ------ | ------ | ------ | ------ | ------ |
| 2022 | 檳城 P047 高渊 |        | 法丽娜西迪（公正党） | 42,188 | 53.20% |                        | 曼梳奥曼（土团党） | 25,895 | 32.65% | 79,308 | 16,293 | 79.26% |
| 2022 | 檳城 P047 高渊 |        | 法丽娜西迪（公正党） | 42,188 | 53.20% | 丹纳帝兰（人民力量党） | 10,660             | 13.44% |        | 79,308 | 16,293 | 79.26% |
| 2022 | 檳城 P047 高渊 |        | 法丽娜西迪（公正党） | 42,188 | 53.20% | 吴庆发（独立人士）     | 565                | 0.71%  |        | 79,308 | 16,293 | 79.26% |